# بود کومینگسکیه
بود کومینگسکیه (به لهستانی:  Budy Kumińskie) یک  روستا در لهستان است که در گمینا یاکوبوو واقع شده‌است.